# Caballero
A Caballero a nyugatnémet Arabesque együttes hatodik nagylemeze, amely 1982-ben jelent meg. A felvételi munkálatok a frankfurti Europasound Studiosban zajlottak, 1981 novemberében. Énekesnők: Sandra, Michaela és Jasmin.

## A dalok

### A oldal
1. Caballero 4.03
2. Why Do You Ride the High Horse 3.41
3. Tall Story Teller 3.11
4. Touch And Go 3.37
5. Don't Wait For A Sailor 4.05

### B oldal
1. Hit the Jackpot 3.20
2. Look Alive 3.45
3. A Flash in the Pain 4.01
4. Fool's Paradise 3.26
5. The End of the Show 4.13

(Valamennyi dal a Jean Frankfurter – John Moering páros szerzeménye.)

## Közreműködők
- Felvételvezető: Jean Frankfurter
- Hangmérnök: Klaus Wilcke
- Keverés: Fred Schreier
- Producer: Wolfgang Mewes
- Billentyűs hangszerek: Jean Frankfurter, Michael Cretu
- Gitár: Mats Björklund, Johan Dahnsen, Nils Tuxen
- Basszusgitár: Manfred Thiers
- Dobok: Dicky Tarrach

## Legnagyobb slágerek
- Caballero
- Why Do You Ride the High Horse
- Tall Story Teller

NSZK: 1982-ben 5 hétig. Legmagasabb pozíció: 56. hely